# Botjärnen (Voxna socken, Hälsingland)
Botjärnen är en sjö i Ovanåkers kommun i Hälsingland och ingår i Ljusnans huvudavrinningsområde.